# In de Vlaamsche pot
In de Vlaamsche pot is een Nederlandse televisieserie die tussen 1990 en 1994 werd gemaakt. De serie werd uitgezonden door het publieke Veronica. Frans van Deursen en Susan Visser kregen landelijke bekendheid door de serie.

## Verhaal
De serie gaat over de gebeurtenissen in restaurant "In de Vlaamsche pot", dat zich in Amsterdam bevindt en eigendom is van Karel Visser (Edwin de Vries) en zijn Belgische partner en chef-kok Luciën van Damme (Serge-Henri Valcke). Andere hoofdpersonages zijn de altijd op geld beluste Frits van Sweelinck-Aerdenhout (Frans van Deursen) en zijn grote liefde Dirkje (Susan Visser), die niet altijd op even subtiele wijze laat merken dat ze niet van de avances van Frits gediend is.
In het derde seizoen krijgt het restaurant een nieuwe eigenaar Gilles (Adriaan Olree), terwijl Luciën kok blijft. Ook verdwijnt Dirkje en komt Patricia (Josephine van der Meer) voor haar in de plaats. Later krijgen Gilles en Luciën een relatie en is Frits tot zijn ongenoegen verplicht om met Patricia te trouwen door de komst van "kleine" Fritsje, maar hij richt zijn avances nu op de serveerster Suusje (Dorine Niezing).

## Hoofdrolspelers
| Acteur                 | Personage                      | Seizoen  | Seizoen  | Seizoen  | Seizoen  | Seizoen  |
| Acteur                 | Personage                      | 1        | 2        | 3        | 4        | 5        |
| Acteur                 | Personage                      | '90-'91  | '91-'92  | '92-'93  | '93-'94  | '94      |
| ---------------------- | ------------------------------ | -------- | -------- | -------- | -------- | -------- |
| Edwin de Vries         | Karel Visser                   | HOOFDROL | HOOFDROL | 2 AFL.   |          | GAST     |
| Serge-Henri Valcke     | Luciën Van Damme               | HOOFDROL | HOOFDROL | HOOFDROL | HOOFDROL | HOOFDROL |
| Susan Visser           | Dirkje                         | HOOFDROL | HOOFDROL | 2 AFL.   |          | GAST     |
| Frans van Deursen      | Frits van Sweelinck-Aerdenhout | HOOFDROL | HOOFDROL | HOOFDROL | HOOFDROL | HOOFDROL |
| Adèle Bloemendaal      | Irma                           |          | GAST     | HOOFD    |          |          |
| Adriaan Olree          | Gilles van Zutphen             |          |          | HOOFDROL | HOOFDROL | HOOFDROL |
| Josephine van der Meer | Patricia Poon                  |          |          | HOOFDROL | HOOFDROL | HOOFDROL |
| Dorine Niezing         | Suusje Dekker                  |          |          |          | HOOFDROL | HOOFDROL |
| Allard van der Scheer  | Gerard Visser                  | GAST     | GAST     |          |          | GAST     |
| Ann Petersen           | Moeder van Luciën              |          | GAST     | GAST     |          |          |

## Gastrollen
Onder anderen:
- Joop Doderer
- Reinout Bussemaker
- Maarten Spanjer
- Gerrie van der Klei
- Marc-Marie Huijbregts
- Joep Sertons
- Harry Slinger
- Ernst Daniël Smid
- Hajo Bruins
- Richard Groenendijk
- Erik de Vogel
- Hans Leendertse
- Harm Edens & Ger Apeldoorn
- Rob Kamphues
- Marco Bakker & Willeke van Ammelrooy
- Bavo Galama
- Eric Corton
- Ben Cramer
- Bert van den Dool
- Oda Spelbos
- Liz Snoijink
- Hans Karsenbarg
- Bea Meulman
- Jack Wouterse
- Bruun Kuijt
- Rik Hoogendoorn
- Rijk de Gooyer
- Huub Stapel
- Guido Jonckers
- Olga Zuiderhoek
- Jérôme Reehuis
- Piet Römer
- Nelly Frijda
- Sjoerd Pleijsier
- Wally Tax
- John Reid

## Afleveringen
Zie lijst van afleveringen van In de Vlaamsche pot

## Dvd
- Seizoen 1, Deel 1 (3 dvd's) - Aflevering 1-15, verschenen op 20 september 2005
- Seizoen 1, Deel 2 (3 dvd's) - Aflevering 16-30, verschenen op 20 september 2005
- Seizoen 2, Deel 1 (3 dvd's) - Aflevering 1-12, verschenen op 17 januari 2006
- Seizoen 2, Deel 2 (3 dvd's) - Aflevering 12-23, verschenen op 17 januari 2006
- Seizoen 3, Deel 1 (3 dvd's) - Aflevering 1-12, verschenen op 19 augustus 2008
- Seizoen 3, Deel 2 (3 dvd's) - Aflevering 13-24, verschenen op 29 december 2008
- Seizoen 4, (3 dvd's) - Aflevering 1-16, verschenen op 3 maart 2009
- Seizoen 5, (3 dvd's) - Aflevering 1-9, verschenen op 29 oktober 2009

Een verzamelbox met 24 dvd's van alle seizoenen verscheen in 2016.

## Trivia
- Het adres van de Vlaamsche pot in de serie is: Tweede Tuindwarsstraat 6 in Amsterdam. In werkelijkheid is dat het adres van een woonhuis.
- In Duitsland werd de serie nagesynchroniseerd en onder de titel Durchgehend warme Küche uitgezonden.
- In 2000 is er een nieuwe versie gemaakt onder de naam Auberge De Vlaamsche Pot met in de hoofdrollen Dick van den Toorn, Bart de Vries, Maxim Hartman en Marit van Bohemen. Deze werd uitgezonden op Net5 en was geen succes.